# Jasmyn Banks
Jasmyn Grace Banks (Hendon, Londres, Inglaterra, Reino Unido, 20 de agosto de 1990) es una actriz inglesa, más conocida por haber interpretado a Alice Branning en la serie EastEnders.

## Biografía
En 2007 se unió al Young Person's Theatre Company, de donde se graduó en 2010.
Desde 2008 hasta 2011, se entrenó en el "Italia Contu Academy of Theatre Arts".
Es buena amiga de la actriz Rachel Bright.

## Carrera
En 2011 apareció como invitada en la serie médica Doctors, donde interpretó a Belinda Stuart. El 10 de mayo de 2012, se unió al elenco principal de la exitosa serie británica EastEnders, donde interpretó a Alice Branning hasta el 24 de diciembre de 2013.

## Filmografía
Series de televisión
| Año         | Título                | Personaje      | Notas                                               |
| ----------- | --------------------- | -------------- | --------------------------------------------------- |
| 2012 - 2013 | EastEnders            | Alice Branning | 158 episodios                                       |
| 2012        | Sadie J               | Samantha       | episodio "Blackmailamundo"                          |
| 2011        | Life of Riley         | Lauren         | episodio "Absent Friends"                           |
| 2011        | Doctors               | Belinda Stuart | episodio "Confessions"                              |
| 2010        | My Parents Are Aliens | Sarah          | tv serie                                            |
| 2010        | Little Crackers       | Susan          | episodio "Jo Brand's Little Cracker: Goodbye Fluff" |

Teatro
| Año  | Obra                  | Personaje               | Director (a)     | Teatro           | Notas |
| ---- | --------------------- | ----------------------- | ---------------- | ---------------- | ----- |
| 2009 | Wizard of Oz          | Malvada Bruja del Oeste | Robbi Stevens    | -                | -     |
| 2009 | Twelfth Night         | Viola                   | David Willoughby | Avondale Theatre | -     |
| 2009 | 1963 They Had A Dream | Cathy                   | Robbi Stevens    | Cochrane Theatre | -     |
| 2005 | Wind In The Willows   | -                       | Laura Baggeley   | Open Air Theatre | -     |